# Rozenaken

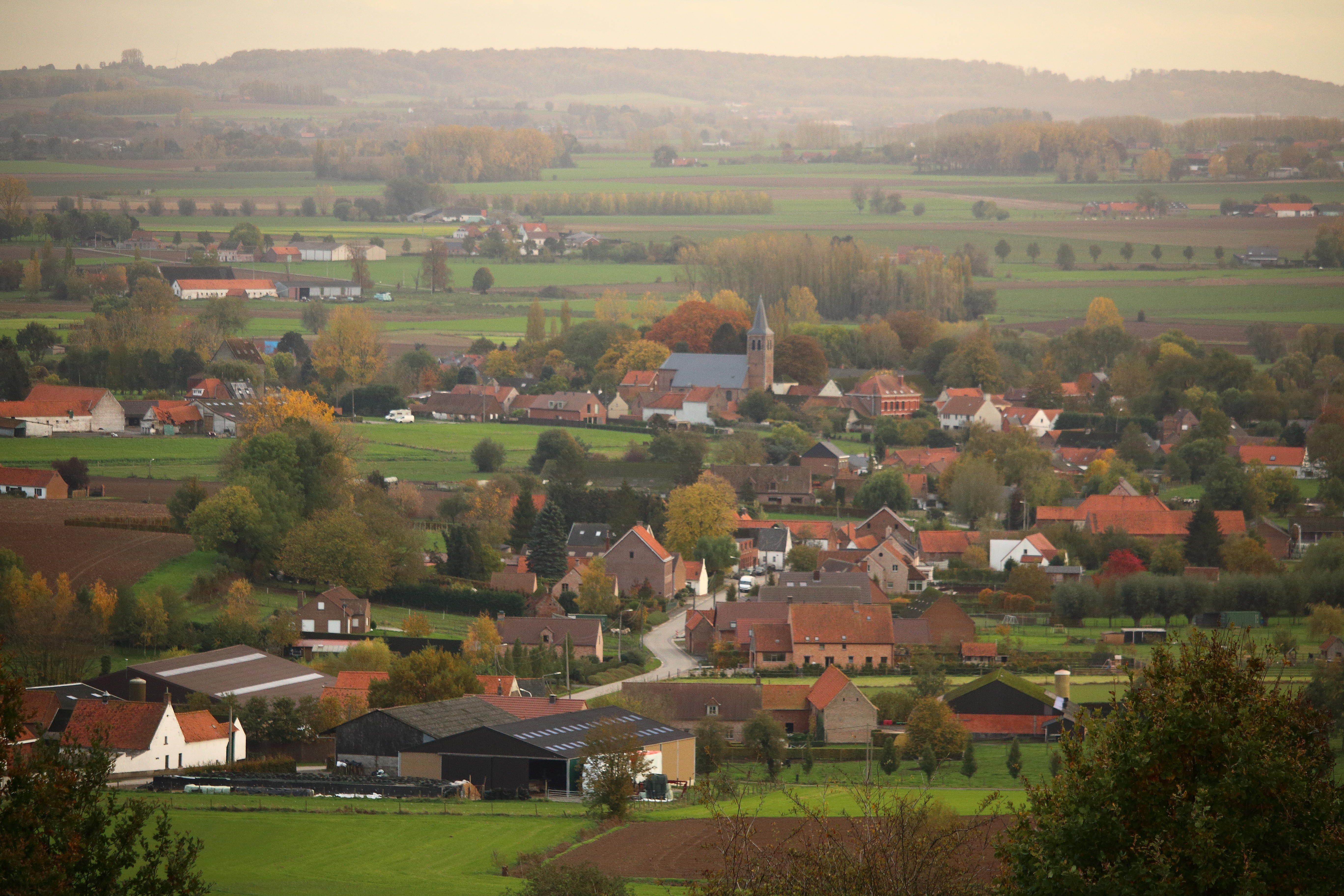
Rozenaken gezien vanop de Kluisberg

Rozenaken (Frans: Russeignies) is een dorp in de Belgische provincie Henegouwen, en een deelgemeente van de Waalse gemeente Mont-de-l'Enclus. Tot aan de vaststelling van de taalgrens in 1963 behoorde Rozenaken net zoals Amengijs en Orroir tot de provincie Oost-Vlaanderen.

## Geschiedenis
Rozenaken was een zelfstandige gemeente, tot die bij de gemeentelijke herindeling van 1977 toegevoegd werd aan de gemeente Mont-de-l'Enclus.

## Demografische ontwikkeling
- Bronnen:NIS, Opm:1831 tot en met 1970=volkstellingen

## Bezienswaardigheden
- De Sint-Amanduskerk
- Enkele historische boerderijen

## Natuur en landschap
Russeignies ligt op ongeveer 25 meter hoogte, iets ten noorden van de vallei van de Rhosnes. Naar het noorden toe loopt de hoogte snel op tot meer dan 125 meter, het massief van de Kluisberg.

## Nabijgelegen kernen
Amougies, Kwaremont, De Klijpe, Anseroeul, Wattripont